# Ampicilina/sulbactam
La combinación ampicilina/sulbactam está conformada por el antibiótico ampicilina, derivado de la penicilina, y sulbactam, un inhibidor de la enzima bacteriana betalactamasa. Existen dos formas de presentación, la primera desarrollada en 1987 y comercializada con el nombre Unasyn que es un antibiótico administrado por terapia intravenosa. La segunda es administrada por vía oral conocida como sultamicilina y comercializada con el nombre de Ampictam. 
Las dosis se mantienen igual a las de los agentes solos, y se espera que se ajusten las dosis en pacientes con insuficiencia renal basados en las modificaciones que se hacen con la ampicilina.

## Indicaciones
La ampicilina/sulbactam se indica en medicina para el tratamiento de infecciones causadas por bacterias resistentes a los antibióticos betalactámicos. El sulbactam, por su parte, bloquea la enzima que desnaturaliza a la ampicilina, permitiendo que la bacteria quede indefensa ante el ataque del antibiótico.
La ampicilina/sulbactam se usa también cuando la causa de la infección es desconocida, es decir, como tratamiento empírico. Las infecciones intraabdominales como la peritonitis, así como las infecciones ginecológicas y las neumonías tienden a ser causadas por organismos que la ampicilina/sulbactam cubre en su espectro de acción, incluyendo el Staphylococcus aureus, Enterobacteriaceae, Haemophilus influenzae y bacterias anaeróbicas. De importancia es que esta combinación medicamentosa no tiene efectividad en contra de la Pseudomonas aeruginosa, por lo que no debe ser usada sin adyuvantes cuando este microorganismo es la causa de la infección o se sospeche de su presencia.

## Estructura química

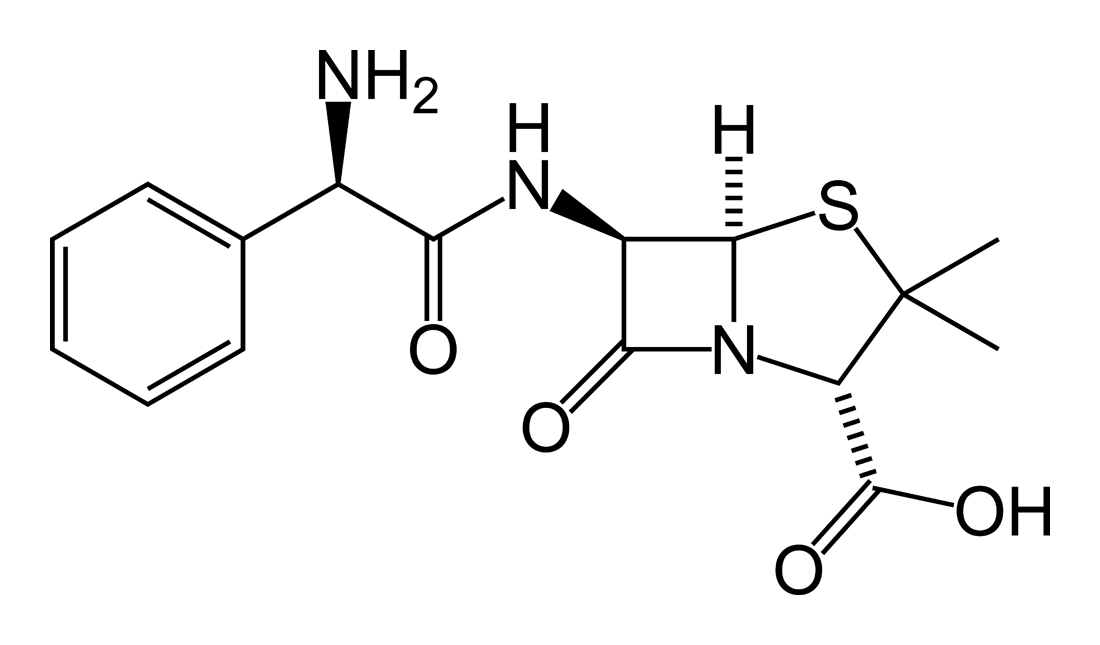
Estructura de la ampicilina
Estructura química del sulbactam
Combinación ampicilina/sulbactam